# Primetime-Emmy-Verleihung 2017

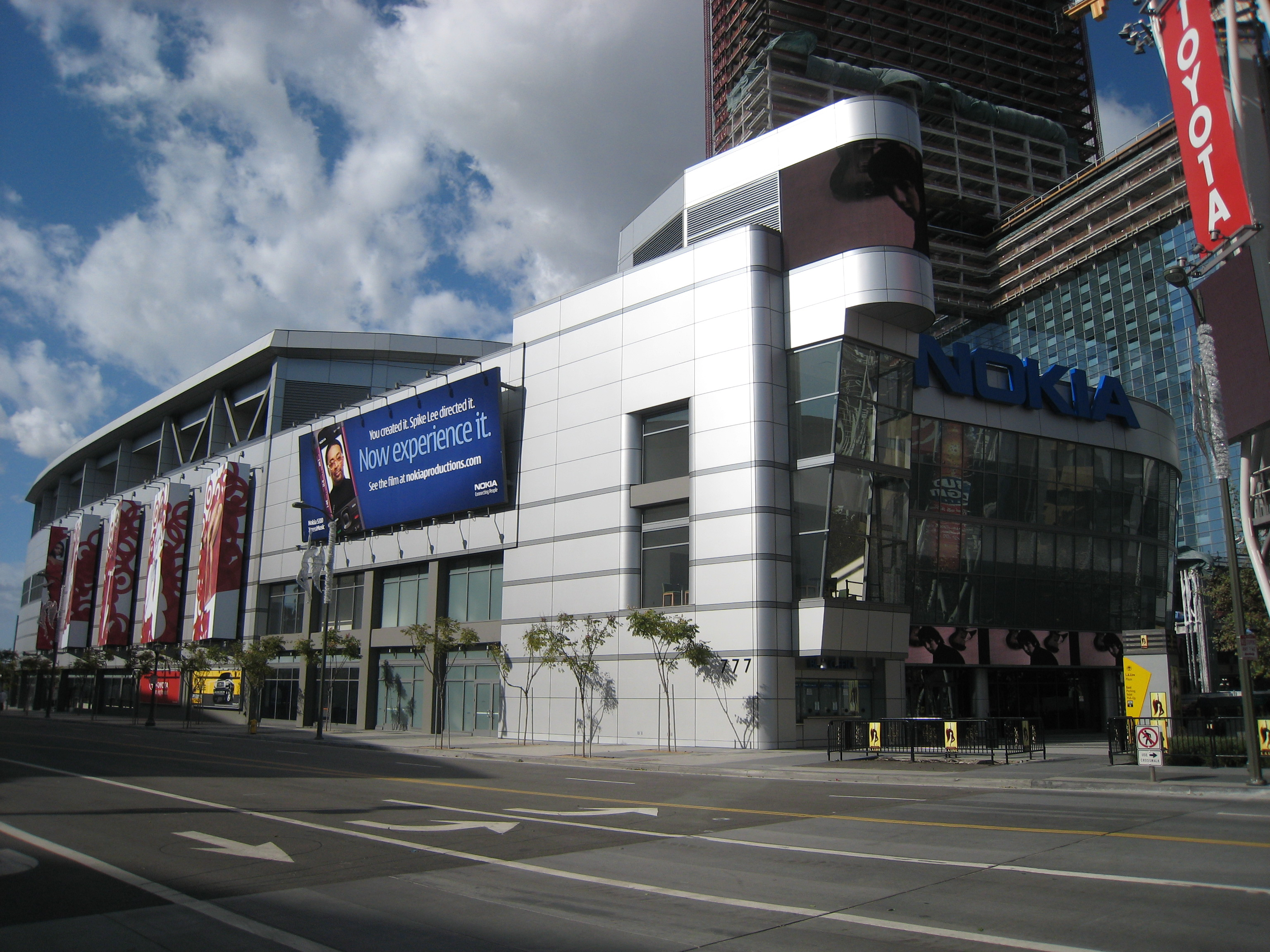
Das Microsoft Theater, Veranstaltungsort der Emmy-Verleihung 2017

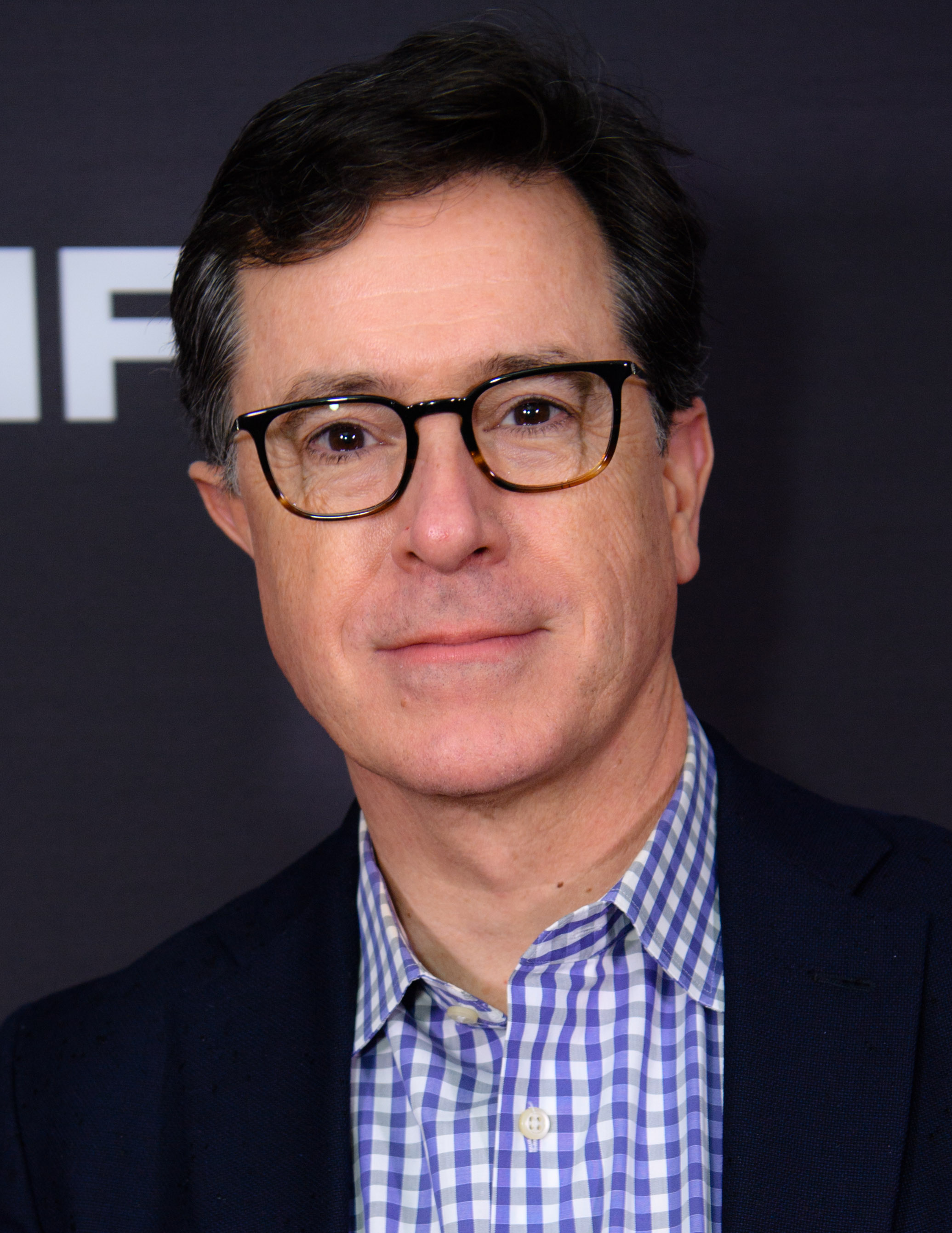
Stephen Colbert, Moderator der Verleihung

Die 69. Emmy-Verleihung in der Sparte Prime Time (im Original: 69th Primetime Emmy Awards) fand am 17. September 2017 im Microsoft Theater in Los Angeles (Kalifornien) statt. Die Nominierungen waren am 13. Juli 2017 bekanntgegeben worden. Berücksichtigt wurden dabei Programme, die im Zeitraum vom 1. Juni 2016 bis zum 31. Mai 2017 ausgestrahlt wurden. In den Vereinigten Staaten wurde die Preisverleihung vom Sender CBS gezeigt. Stephen Colbert moderierte die Veranstaltung.
Zuvor waren am 9. und 10. September 2017 die Creative Arts Emmy Awards vergeben worden. Sie ehren Fernsehschaffende in technischen Kategorien wie Szenenbild, Kostüme, Kamera oder Schnitt.

## Preisträger und Nominierungen (Auswahl)
Am 13. Juli 2017 wurde bekannt gegeben, dass Anna Chlumsky und Shemar Moore die Nominierungen präsentieren.
Die meisten Nominierungen erhielten die HBO-Serie Westworld und die NBC-Comedy-Show Saturday Night Live mit je 22 Nominierungen, gefolgt von der FX-Anthologie-Serie Feud und der Netflix-Serie Stranger Things (je 18 Nominierungen). Am erfolgreichsten schnitt die Comedyserie Saturday Night Live ab, die nach Verleihung der Creative Arts Emmys und Primetime Emmys auf insgesamt neun Auszeichnungen kam, gefolgt von der Miniserie Big Little Lies und der Dramaserie The Handmaid’s Tale – Der Report der Magd (je acht Siege). The Handmaid’s Tale ist die erste Serie eines Video-on-Demand-Services (Hulu), die den Preis als beste Dramaserie gewinnen konnte. Als beste Comedyserie wurde zum dritten Mal in Folge Veep – Die Vizepräsidentin ausgezeichnet, während Titelheldin Julia Louis-Dreyfus zum sechsten Mal in Folge als beste Comedy-Hauptdarstellerin geehrt wurde.
Mehrfach wurde während der Verleihung direkte oder indirekte Kritik an der Regierung von US-Präsident Donald Trump geübt, während dessen früherer Pressesprecher Sean Spicer einen Gastauftritt absolvierte. Für Beachtung in den Medien hatte zuvor auch die Berücksichtigung von Alec Baldwin gesorgt, der in Saturday Night Live Donald Trump parodierte und für den Preis als bester Comedy-Nebendarsteller nominiert wurde. Baldwin gewann die Auszeichnung.

### Sparte Comedy

#### Beste Comedyserie
Veep – Die Vizepräsidentin (Veep)
- Atlanta
- Black-ish
- Master of None
- Modern Family
- Silicon Valley
- Unbreakable Kimmy Schmidt

#### Bester Hauptdarsteller – Comedyserie
Donald Glover – Atlanta
- Anthony Anderson – Black-ish
- Aziz Ansari – Master of None
- Zach Galifianakis – Baskets
- William H. Macy – Shameless
- Jeffrey Tambor – Transparent

#### Beste Hauptdarstellerin – Comedyserie
Julia Louis-Dreyfus – Veep – Die Vizepräsidentin (Veep)
- Pamela Adlon – Better Things
- Jane Fonda – Grace and Frankie
- Allison Janney – Mom
- Ellie Kemper – Unbreakable Kimmy Schmidt
- Tracee Ellis Ross – Black-ish
- Lily Tomlin – Grace and Frankie

#### Bester Nebendarsteller – Comedyserie
Alec Baldwin – Saturday Night Live
- Louie Anderson – Baskets
- Tituss Burgess – Unbreakable Kimmy Schmidt
- Ty Burrell – Modern Family
- Tony Hale – Veep – Die Vizepräsidentin (Veep)
- Matt Walsh – Veep – Die Vizepräsidentin (Veep)

#### Beste Nebendarstellerin – Comedyserie
Kate McKinnon – Saturday Night Live
- Anna Chlumsky – Veep – Die Vizepräsidentin (Veep)
- Vanessa Bayer – Saturday Night Live
- Kathryn Hahn – Transparent
- Leslie Jones – Saturday Night Live
- Judith Light – Transparent

### Sparte Drama

#### Beste Dramaserie
The Handmaid’s Tale – Der Report der Magd (The Handmaid’s Tale)
- Better Call Saul
- The Crown
- House of Cards
- Stranger Things
- This Is Us – Das ist Leben (This Is Us)
- Westworld

#### Bester Hauptdarsteller – Dramaserie
Sterling K. Brown – This Is Us – Das ist Leben (This Is Us)
- Anthony Hopkins – Westworld
- Bob Odenkirk – Better Call Saul
- Matthew Rhys – The Americans
- Liev Schreiber – Ray Donovan
- Kevin Spacey – House of Cards
- Milo Ventimiglia – This Is Us – Das ist Leben (This Is Us)

#### Beste Hauptdarstellerin – Dramaserie
Elisabeth Moss – The Handmaid’s Tale – Der Report der Magd (The Handmaid’s Tale)
- Viola Davis – How to Get Away with Murder
- Claire Foy – The Crown
- Keri Russell – The Americans
- Evan Rachel Wood – Westworld
- Robin Wright – House of Cards

#### Bester Nebendarsteller – Dramaserie
John Lithgow – The Crown
- Jonathan Banks – Better Call Saul
- David Harbour – Stranger Things
- Ron Cephas Jones – This Is Us – Das ist Leben (This Is Us)
- Michael Kelly – House of Cards
- Mandy Patinkin – Homeland
- Jeffrey Wright – Westworld

#### Beste Nebendarstellerin – Dramaserie
Ann Dowd – The Handmaid’s Tale – Der Report der Magd (The Handmaid’s Tale)
- Uzo Aduba – Orange Is the New Black
- Millie Bobby Brown – Stranger Things
- Chrissy Metz – This Is Us – Das ist Leben (This Is Us)
- Thandie Newton – Westworld
- Samira Wiley – The Handmaid’s Tale – Der Report der Magd (The Handmaid’s Tale)

### Sparte Miniserie bzw. Fernsehfilm

#### Beste Miniserie
Big Little Lies
- Fargo
- Feud
- Genius
- The Night Of – Die Wahrheit einer Nacht (The Night Of)

#### Bester Fernsehfilm
Black Mirror: San Junipero
- Dolly Parton’s Christmas of Many Colors: Circle Of Love
- The Immortal Life of Henrietta Lacks
- Sherlock: Der lügende Detektiv (The Lying Detective)
- The Wizard of Lies – Das Lügengenie (The Wizard of Lies)

#### Bester Hauptdarsteller – Miniserie oder Fernsehfilm
Riz Ahmed – The Night Of – Die Wahrheit einer Nacht (The Night Of)
- Benedict Cumberbatch – Sherlock: Der lügende Detektiv (The Lying Detective)
- Robert De Niro – The Wizard of Lies – Das Lügengenie (The Wizard of Lies)
- Ewan McGregor – Fargo
- Geoffrey Rush – Genius
- John Turturro – The Night Of – Die Wahrheit einer Nacht (The Night Of)

#### Beste Hauptdarstellerin – Miniserie oder Fernsehfilm
Nicole Kidman – Big Little Lies
- Carrie Coon – Fargo
- Felicity Huffman – American Crime
- Jessica Lange – Feud
- Susan Sarandon – Feud
- Reese Witherspoon – Big Little Lies

#### Bester Nebendarsteller – Miniserie oder Fernsehfilm
Alexander Skarsgård – Big Little Lies
- Bill Camp – The Night Of – Die Wahrheit einer Nacht (The Night Of)
- Alfred Molina – Feud
- David Thewlis – Fargo
- Stanley Tucci – Feud
- Michael K. Williams – The Night Of – Die Wahrheit einer Nacht (The Night Of)

#### Beste Nebendarstellerin – Miniserie oder Fernsehfilm
Laura Dern – Big Little Lies
- Judy Davis – Feud
- Jackie Hoffman – Feud
- Regina King – American Crime
- Michelle Pfeiffer – The Wizard of Lies – Das Lügengenie (The Wizard of Lies)
- Shailene Woodley – Big Little Lies